# Anker Heegaards Gade
Anker Heegaards Gade er en gade i Indre By i København, der går fra Niels Brocks Gade til Rysensteensgade. Gaden blev navngivet i 1907 efter ejeren af Blågårds Jernstøberi og legatstifteren Anker Heegaard (1815-1893). Gaden er en del af kvarteret mellem Tivoli og Politigården, hvor en række gader er blevet opkaldt efter københavnske forretningsmænd, der også fungerede som legatstiftere eller mæcener.
Gaden er omgivet af ældre og nyere etageejendomme. Kampmanns Gård i nr. 3-7 blev opført i 1925 efter tegninger af Hack Kampmann. Ejendommen er opført i nyklassicistisk stil med en stilren facade i røde tegl og med lodrette murede fremspring. Den tilstødende hjørneejendom i nr. 1 er opført i historicistisk stil med røde tegl og kampestenssokkel. Oprindeligt var ejendommene beregnet til det bedre borgerskab og med butikker i stueetagen. Senere blev de imidlertid indrettet til kontorer for Københavns Politi. Efter at de rykkede ud, blev ejendommene atter omdannet til boliger af Freja Ejendomme omkring 2015. Der blev dog opført en brandvæg mellem nr. 5 og 7, så de blev til to selvstændige bygninger. Nr. 1-5 kunne så sælges til en privat udvikler, mens nr. 7 blev overtaget af Folketinget. Her blev der indrettet 41 lejligheder til medlemmer fra provinsen.
Overfor ligger et kompleks af kontorbygninger fordelt på Anker Heegaards Gade 4-8 og Otto Mønsteds Plads 7-9. I nr. 4-6 er der en høj stueetage med søjler og stuk i loftet. Desuden har både denne og den nyere nr. 8 tagterrasser. Hovedindgangen er fra Otto Mønsteds Plads 9, populært kaldet Elefanthuset.